# Mîkolaiivka, Poltava
Mîkolaiivka (în ucraineană Миколаївка) este un sat în comuna Maciuhî din raionul Poltava, regiunea Poltava, Ucraina.

## Demografie
Componența lingvistică a localității Mîkolaiivka
     Ucraineană (96,36%)
     Rusă (3,64%)
Conform recensământului din 2001, majoritatea populației localității Mîkolaiivka era vorbitoare de ucraineană (96,36%), existând în minoritate și vorbitori de rusă (3,64%).